# Vampire Obsession
Pour plus de détails, voir Fiche technique et Distribution.
Vampire Obsession est un vidéofilm américain réalisé par John Bacchus sorti en 2002.

## Synopsis
Wendy (Anoushka) est une très belle prostituée qui vit avec sa petite amie (Darian Caine). 
Sa compagne est follement amoureuse d'elle et la désire pour elle toute seule.
Mais lorsque Wendy est présentée à une mystérieuse jeune femme, Alexis (Jade DuBoir), les choses vont changer pour toujours.
Séduite comme elle ne l'aurait cru possible, Wendy trouve l'amour et devient rapidement l'esclave d'Alexis.
Elle sera initiée à son rituel sanguinaire et orgiaque. 
D'abord réticente, Wendy succombera au mélange de ces rites démoniaques et de ces plaisirs érotiques lesbiens.

## Fiche technique
- Titre : Vampire Obsession
- Réalisateur : John Bacchus
- Scénario : John Bacchus
- Langue : Anglais
- Format : Couleurs
- Durée : 75 minutes
- Pays :  États-Unis
- Date de sortie : 11 novembre 2002  États-Unis

## Distribution
- Anoushka : Wendy / Trixie
- Darian Caine : la petite amie de Wendy
- Jade Duboir : Alexis
- A. J. Khan : la victime n°1
- Allanah Rhodes : la victime n°2